# Dorneck
Le château de Dorneck est un château fort, aujourd'hui en ruines, situé sur le territoire de la commune de Dornach, en Suisse.

## Histoire
Situé sur une avancée rocheuse surplombant la vallée de la Birse à l'est de Dornach, le château fort est bâti au XIe siècle et mentionné pour la première fois en 1360.
Probablement construit par la famille Pfeffingen, il devient propriété des comtes de Soyhières au XIIe siècle puis, vers 1200, des comtes de Thierstein. En 1306, le comte Sigmund de Thierstein-Farnsburg le cède aux Habsbourg-Autriche, qui le lui remettent en fief héréditaire. À la suite des coûts engendrés par la bataille de Sempach, les Habsbourg donnent en gage le château à Henmann von Efringen en 1394. En 1485, la famille d'Efringen le vend à Soleure qui en acquiert la pleine souveraineté en 1502 et en fait le siège d'un bailliage qui comprend, outre Dornach, Bättwil, Büren, Gempen, Hochwald, Hofstetten-Flüh, Metzerlen-Mariastein, Nuglar-Sankt Pantaleon, Rodersdorf, Seewen et Witterswil. 
Pendant la guerre de Souabe de 1499, le château est attaqué par les troupes impériales qui menacent de le prendre d'assaut avant que les troupes confédérées ne le libèrent lors de la bataille de Dornach. Dans les années suivantes, la ville de Soleure renforce et entretient soigneusement le château, montrant ainsi son attachement à ses possessions du nord du Jura menacées par les volontés bâloises. 
Le château est encore le théâtre d'affrontements lors de la guerre des Paysans de 1525 et lors de la guerre de Trente Ans avant d'être pratiquement détruit par les troupes françaises lors de l'invasion de 1798. Déclaré bien national, il devient propriété de la commune de Dornach qui tente (sans succès) de le vendre aux enchères et le laisse à l'abandon. En 1902, les citoyens de la commune en font don au canton de Soleure qui y fait exécuter des travaux de dégagement et de restauration entre 1903 et 1906, le classe comme monument historique en 1935 après une seconde série de travaux. Faute d'argent, la reconstruction prévue n'a pu reprendre que dans les années 1970.

## Sources
- (de) Cet article est partiellement ou en totalité issu de l’article de Wikipédia en allemand intitulé « Ruine Dorneck » (voir la liste des auteurs).
- « Dorneck » dans le Dictionnaire historique de la Suisse en ligne.
- Article Le château Dorneck Dornach